# Ploegsteert Wood Military Cemetery
Ploegsteert Wood Military Cemetery is een Britse militaire begraafplaats met gesneuvelden uit de Eerste Wereldoorlog, gelegen nabij het Belgische dorp Ploegsteert. De begraafplaats ligt anderhalve kilometer ten noordoosten van het dorpscentrum van Ploegsteert op het grondgebied van Waasten, midden in het Ploegsteertbos. De begraafplaats werd ontworpen door William Cowlishaw en heeft een onregelmatige vorm. Ze wordt omgeven door een afsluitingsdraad en heesters. Centraal staat het Cross of Sacrifice. De begraafplaats wordt onderhouden door de Commonwealth War Graves Commission.
Er rusten 164 slachtoffers.

## Geschiedenis
Na gevechten aan het begin van de oorlog lag het Ploegsteertbos in het door de Britten veroverd gebied. Het werd door de Britten "Ploegsteert Wood" genoemd en het bleef er gedurende de oorlog relatief rustig. De begraafplaats ontstond door samenvoeging van een aantal kleinere regimentsbegraafplaatsen. In december 1914 ontstond hier de Somerset Light Infantry Cemetery, toen de Somerset Light Infantry er een aantal gesneuvelden begroef. In april 1915 kwam er een perk van de Oxfordshire and Buckinghamshire Light Infantry, Bucks Cemetery genoemd. In de loop van 1915 deden ook de Gloucesters en de Loyal North Lancs hier bijzettingen. De laatste perken werden Canadian Cemetery, Strand genoemd, naar de 28 Canadese graven uit 1915 en naar "The Strand", een loopgraaf die door het bos liep. In 1916 werd de begraafplaats weinig gebruikt, tot de New Zealand Division in de zomer van 1917 hier weer gesneuvelden begroef. Tijdens het Duitse lenteoffensief in het voorjaar van 1918 was de begraafplaats even in Duitse handen, tot het gebied in september van 1918 weer werd bevrijd.
Er rusten nu 117 Britten, 28 Canadezen, 18 Nieuw-Zeelanders en 1 Australiër.

## Onderscheidingen
- Charles Carus Maud, kapitein bij de Somerset Light Infantry werd onderscheiden met de Distinguished Service Order (DSO).
- John Raymond Waddy, luitenant bij het Royal Army Medical Corps werd onderscheiden met het Military Cross (MC).
- Henry John Jeffery, korporaal bij de New Zealand Rifle Brigade ontving de Distinguished Conduct Medal (DCM).